# Giennadij Anaszkin
Giennadij Włądimirowicz Anaszkin (ros. Генна́дий Влади́мирович Ана́шкин, ur. 17 grudnia 1968 w Kujbyszewie) – rosyjski oficer, generał pułkownik, Bohater Federacji Rosyjskiej (2008). 

## Życiorys
Od czerwca 1987 pełnił służbę w zmechanizowanym batalionie rozpoznawczym Grupy Wojsk Radzieckich w Niemczech.
W 1993 ukończył Riazańską Wyższą Szkołę Dowódczą Wojsk Powietrznodesantowych i rozpoczął służbę w tej formacji.
Od grudnia 1999 do sierpnia 2000 pełnił służbę w Jugosławii, dowodząc batalionem spadochronowym w ramach sił pokojowych w Bośni i Hercegowinie. Brał udział w pierwszej i drugiej wojnie czeczeńskiej.
W 2008 za dowodzenie jednostkami podczas operacji gruzińskiej otrzymał tytuł Bohatera Rosji. Do wiosny 2024 Anaszkin był dowódcą 8 Gwardyjskiej Armii Ogólnorosyjskiej, a w maju został mianowany dowódcą Południowego Okręgu Wojskowego.
Dowodził grupą wojsk „Południe, biorącą udział w wojnie na Ukrainie. Według rosyjskiego kanału militarnego „dowódcy na tym kierunku ukrywali rzeczywiste straty i podawali nieprawdziwe informacje o sytuacji na froncie”; „całkiem niedawno z okolic Siewierska zaczęły napływać fałszywe doniesienia o rzekomo udanych przełamaniach, a następnie rozpoczęły się nieprzygotowane ataki kolumn na pozycje wroga, co doprowadziło do ciężkich strat i minimalnych rezultatów”. Razem z Anaszkinem zwolniono także szefa sztabu, dowódcę 3 Armii Ługańsko-Siewierodonieckiej, dowódców 6, 7 i 123 brygady zmechanizowanej. Po zdymisjonowaniu Anaszkin został wyznaczony komendantem Akademii Wojskowej im. Michaiła Frunzego
W 2023 mianowany do stopnia generała pułkownika.